# 扶姓
扶姓是中文姓氏之一，在《百家姓》中排第299位。

## 起源
1. 源於自上古中國，"姒姓"族群的一個人，氏名叫夏后禹，在舜即位的第33年間接受舜的禪讓而創建了夏朝。大禹的手下有个叫作扶登氏的大臣，扶登氏的后代以扶为姓氏，是扶姓的最早起源。在古代，扶姓的望族大多出自于河南。
2. 源自於複姓乞扶氏所改。
3. 源自於漢代人巫嘉的后代，以赐名为氏。西漢初年有一個巫人叫做嘉的，相传嘉的母亲在汤溪边上遇到一条龙，回家以后就有了身孕。后来生下了嘉。嘉擅长于占卜，而且他所求必灵。因其扶掖汉室有功，深受汉高祖刘邦的宠辛，授以他廷尉的官职，于是赐给他名字叫扶嘉。他的后人于是以赐名“扶”为姓。

## 延伸阅读
[在维基数据编辑]
 《百家姓》
 《欽定古今圖書集成·明倫彙編·氏族典·扶姓部》，出自陈梦雷《古今圖書集成》